# Scottish FA Cup 1946/47
Der Scottish FA Cup wurde 1946/47 zum 62. Mal ausgespielt. Der wichtigste schottische Fußball-Pokalwettbewerb begann am 25. Januar 1947 und endete mit dem Finale am 19. April 1947 im Hampden Park von Glasgow. Wurde ein Duell nach 90 Minuten nicht entschieden, kam es zum Wiederholungsspiel. Wurde dieses nach 90 Minuten plus Verlängerung nicht entschieden, kam es zum Elfmeterschießen. Den Titel gewann zum 1. Mal in der Klubgeschichte der FC Aberdeen, im Finale bezwangen die Dons Hibernian Edinburgh mit 2:1 durch Tore von George Hamilton und Stanley Williams.

## 1. Runde
Ausgetragen wurden die Begegnungen am 25. Januar und 1. Februar 1947. Die Wiederholungsspiele fanden am 8. Februar 1947 statt.
|                     | Ergebnis |                       |
| ------------------- | -------- | --------------------- |
| FC Aberdeen         | 2:1      | Partick Thistle       |
| Albion Rovers       | 3:0      | Airdrieonians FC      |
| Alloa Athletic      | 0:8      | Hibernian Edinburgh   |
| FC Arbroath         | 2:2      | FC Stenhousemuir      |
| FC Dundee           | 2:1      | Celtic Glasgow        |
| FC East Fife        | 6:2      | Dunfermline Athletic  |
| FC Falkirk          | 2:0      | FC Kilmarnock         |
| Hamilton Academical | 1:1      | Third Lanark          |
| Heart of Midlothian | 3:0      | FC St. Johnstone      |
| Greenock Morton     | 4:0      | Edinburgh City        |
| FC Motherwell       | 3:0      | Forfar Athletic       |
| FC Peterhead        | 1:5      | Ayr United            |
| Queen of the South  | 3:4      | Raith Rovers          |
| FC Queen’s Park     | 3:0      | Dundee United         |
| Glasgow Rangers     | 2:1      | FC Clyde              |
| FC St. Mirren       | 2:3      | FC Dumbarton          |
| FC Stranraer        | 0:5      | FC Cowdenbeath        |
| Clachnacuddin FC    | 1:1      | FC East Stirlingshire |

### Wiederholungsspiele
|                       | Ergebnis |                     |
| --------------------- | -------- | ------------------- |
| FC East Stirlingshire | 5:1      | Clachnacuddin FC    |
| FC Stenhousemuir      | 0:2      | FC Arbroath         |
| Third Lanark          | 2:1      | Hamilton Academical |

## 2. Runde
In der zweiten Runde wurden nur zwei Partien ausgetragen, die Begegnungen fanden 8. und 15. Februar 1947 statt.
|              | Ergebnis |                       |
| ------------ | -------- | --------------------- |
| FC Aberdeen  | 8:0      | Ayr United            |
| FC East Fife | 5:1      | FC East Stirlingshire |

## 3. Runde
Ausgetragen wurden die Begegnungen am 22. Februar und 8. März 1947. Die Wiederholungsspiele fanden am 8. März 1947 statt.
|                     | Ergebnis |                     |
| ------------------- | -------- | ------------------- |
| FC Aberdeen         | 1:1      | Greenock Morton     |
| FC Arbroath         | 5:4      | Raith Rovers        |
| FC Dumbarton        | 2:0      | Third Lanark        |
| FC Dundee           | 3:0      | Albion Rovers       |
| FC East Fife        | 3:1      | FC Queen’s Park     |
| FC Falkirk          | 0:0      | FC Motherwell       |
| Glasgow Rangers     | 0:0      | Hibernian Edinburgh |
| Heart of Midlothian | 2:1      | FC Cowdenbeath      |

### Wiederholungsspiele
|                     | Ergebnis |                 |
| ------------------- | -------- | --------------- |
| Hibernian Edinburgh | 2:0      | Glasgow Rangers |
| Greenock Morton     | 1:2      | FC Aberdeen     |
| FC Motherwell       | 1:0      | FC Falkirk      |

## Viertelfinale
Ausgetragen wurden die Begegnungen am 15. und 19. März 1947 statt.
|                     | Ergebnis |                     |
| ------------------- | -------- | ------------------- |
| FC Arbroath         | 2:1      | Heart of Midlothian |
| FC East Fife        | 0:2      | FC Motherwell       |
| Hibernian Edinburgh | 2:0      | FC Dumbarton        |
| FC Dundee           | 1:2      | FC Aberdeen         |

## Halbfinale
Ausgetragen wurden die Begegnungen am 29. März und 12. April 1947.
|                     | Ergebnis |               |
| ------------------- | -------- | ------------- |
| Hibernian Edinburgh | 12:1 1   | FC Motherwell |
| FC Aberdeen         | 22:0 2   | FC Arbroath   |

## Finale
| FC Aberdeen                              | FC Aberdeen | Hibernian Edinburgh | Hibernian Edinburgh |
| ---------------------------------------- | --- | --- | ------------------- |
| FC Aberdeen                              | \| 19. April 1947 in Glasgow (Hampden Park) \| \| Ergebnis: 2:1 (2:1) \| \| Zuschauer: 82.140 \| \| Schiedsrichter: Robert Calder \| \| Spielbericht \|                                          | \| 19. April 1947 in Glasgow (Hampden Park) \| \| Ergebnis: 2:1 (2:1) \| \| Zuschauer: 82.140 \| \| Schiedsrichter: Robert Calder \| \| Spielbericht \|                                 | Hibernian Edinburgh |
| FC Aberdeen                              | George Johnstone – Pat McKenna, George Taylor, Joe McLaughlin, Frank Dunlop, Willie Waddell, Tony Harris, George Hamilton, Stan Williams, Archie Baird, Willie McCall Cheftrainer: Dave Halliday | Jimmy Kerr – Jock Govan, Davie Shaw, Hugh Howie, Patrick Aird, Sammy Kean, Willie Finnigan, Gordon Smith, John Cuthbertson, Eddie Turnbull, Willie Ormond Cheftrainer: Willie McCartney | Hibernian Edinburgh |
| FC Aberdeen                              | 1:1 George Hamilton (36.) 2:1 Stan Williams (42.) | 0:1 John Cuthbertson (1.) | Hibernian Edinburgh |
| 19. April 1947 in Glasgow (Hampden Park) | | |                     |
| Ergebnis: 2:1 (2:1)                      | | |                     |
| Zuschauer: 82.140                        | | |                     |
| Schiedsrichter: Robert Calder            | | |                     |
| Spielbericht                             | | |                     |